# Aislingen
Aislingen település Németországban, azon belül Bajorországban. Lakosainak száma 1301 fő (2023. december 31.).

## Népesség
A település népessége az elmúlt években az alábbi módon változott:
| Lakosok száma | 1107 | 1439 | 1145 | 1395 | 1342 | 1314 | 1295 | 1304 | 1314 | 1301 |
|               | 1875 | 1950 | 1975 | 1987 | 2012 | 2014 | 2016 | 2017 | 2021 | 2023 |